# Tadeusz Bejm
Tadeusz Bejm (ur. 27 kwietnia 1929 w Kuźnicy Starej, zm. 1 maja 1988 w Warszawie) – działacz komunistyczny, poseł na Sejm PRL VI kadencji, minister administracji, gospodarki terenowej i ochrony środowiska (1975–1976), minister komunikacji (1976–1977), minister-członek Rady Ministrów (1977–1980) i minister (1980).

## Życiorys
Syn Józefa (1894–1966) i Teresy z domu Sendal (1893–1980), miał dwóch braci i dwie siostry. W 1936 podjął naukę w szkole powszechnej, kończąc trzy klasy przed wybuchem II wojny światowej, po czym został wraz z rodziną przesiedlony z Gdyni do Przystajni, gdzie ukończył szkołę w 1943. Był pracownikiem zakładu wędliniarsko-rzeźniczego. W 1944 wraz z rodziną został aresztowany przez Gestapo i był więziony w Lublińcu, po czym do 1945 pracował przymusowo w kopalni rudy żelaza „Krystyna” w Pankach. Osiadł w tym samym roku wraz z rodziną w Wojciechowie. W 1948 ukończył Średnią Szkołę Zawodową w Oleśnie i zdał egzamin na czeladnika wędliniarsko-rzeźnickiego w Izbie Rzemieślniczej w Katowicach. W 1950 został pracownikiem fizycznym, a następnie kierownikiem działu eksportu w Centralnym Zarządzie Przemysłu Mięsnego w Katowicach. W 1952 ukończył ze stopniem mata Szkołę Specjalistów Morskich w Ustce. Od 1953 do 1958 pracował w Polskich Liniach Oceanicznych jako oficer na statkach handlowych, był zastępcą kapitana. W 1956 ukończył Centralną Szkołę Partyjną PZPR im. Juliana Marchlewskiego. W latach 1960–1968 studiował zaocznie na Wydziale Morskim Wyższej Szkoły Ekonomicznej w Sopocie, uzyskując tytuł magistra ekonomii.
W 1948 wstąpił do Powszechnej Organizacji „Służba Polsce” i następnie do Związku Młodzieży Polskiej. W 1949 został wysłany do brygady „SP” w Szczecinie, gdzie zasiadał w zarządzie ZMP. W 1953 wstąpił do Polskiej Zjednoczonej Partii Robotniczej. W latach 1951–1953 był tajnym współpracownikiem (informatorem) stalinowskiej Informacji Wojskowej o pseudonimie „Bystry”, a w 1954 został tajnym współpracownikiem Urzędu Bezpieczeństwa o pseudonimie „Bałajda”.
W 1958 został I sekretarzem Komitetu Dzielnicowego partii w gdańskim Nowym Porcie, a w 1959 sekretarzem Komitetu Miejskiego PZPR w Gdańsku, którym był do 1963. W latach 1963–1969 pełnił funkcję przewodniczącego prezydium Miejskiej Rady Narodowej w Gdańsku, a następnie w latach 1969–1971 (m.in. w trakcie wydarzeń grudnia 1970) przewodniczącego prezydium Wojewódzkiej Rady Narodowej w Gdańsku. W 1971 objął stanowisko I sekretarza Komitetu Wojewódzkiego PZPR w Gdańsku. W latach 1972–1976 poseł na Sejm PRL VI kadencji. W latach 1971–1981 członek Komitetu Centralnego PZPR.
W latach 1975–1976 był ministrem administracji, gospodarki terenowej i ochrony środowiska, a w 1976–1977 ministrem komunikacji, następnie do 1980 pełnił urząd ministra-członka Rady Ministrów i ministra. Od 1977 do 1985 piastował funkcję wiceprezesa Najwyższej Izby Kontroli. Był także członkiem Rady Redakcyjnej organu teoretycznego i politycznego KC PZPR „Nowe Drogi”. Należał do Związku Bojowników o Wolność i Demokrację.

## Życie prywatne
Od 1955 był żonaty z Barbarą Heleną z domu Sendelą, z którą miał syna Krzysztofa (ur. 1957).

## Śmierć

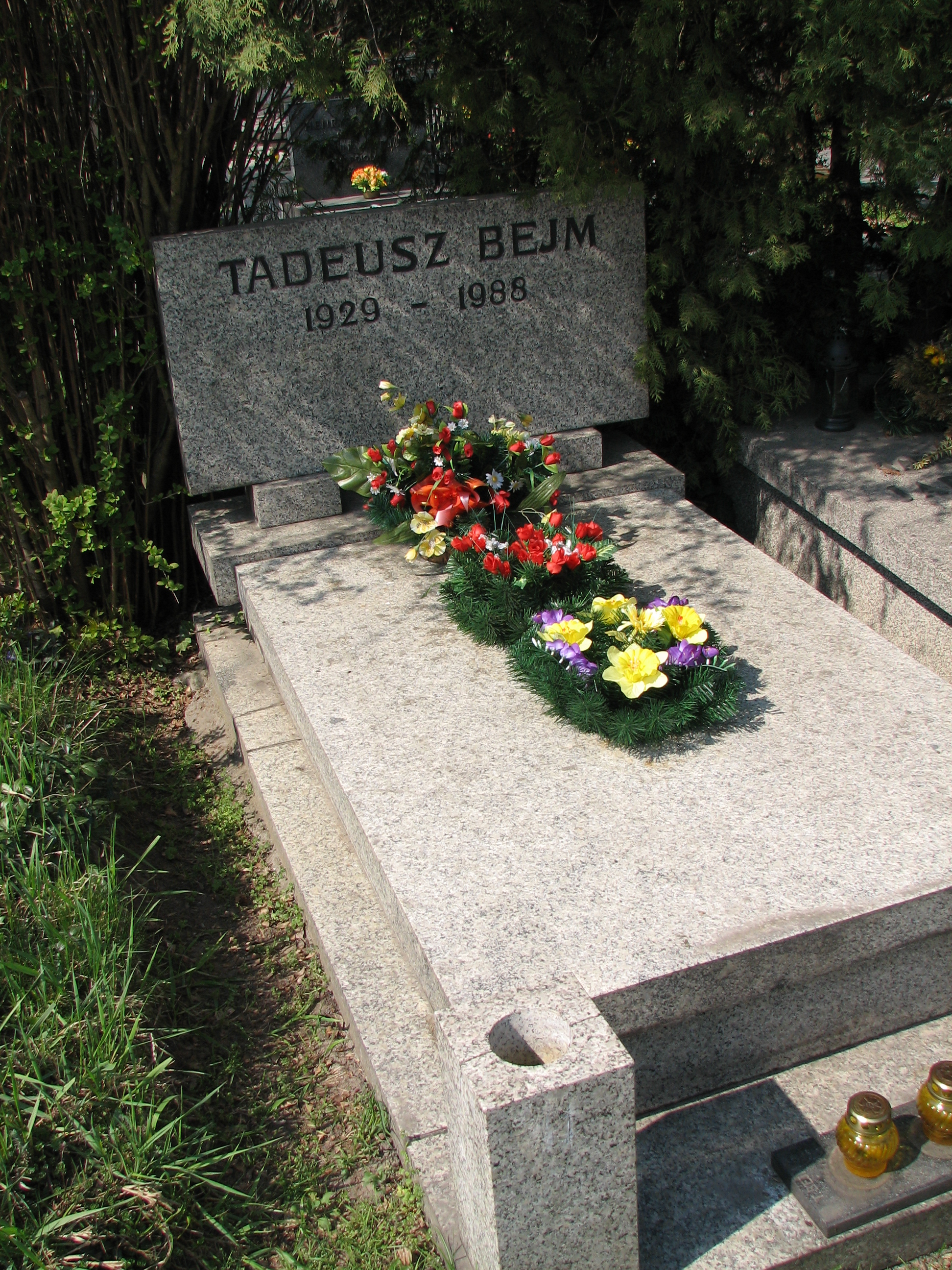
Grób Tadeusza Bejma na Cmentarzu Wojskowym na Powązkach

Zmarł w wyniku ciężkiej choroby. Pochowany na Cmentarzu Wojskowym na Powązkach w Warszawie (kwatera 39C-8-4).

## Ordery i odznaczenia
- Order Sztandaru Pracy II klasy (1974)
- Krzyż Komandorski Orderu Odrodzenia Polski (1984)
- Krzyż Kawalerski Orderu Odrodzenia Polski (1969)
- Złoty Krzyż Zasługi (1964)
- Medal 30-lecia Polski Ludowej (1974)
- Medal 40-lecia Polski Ludowej (1984)
- Złoty Medal „Za zasługi dla obronności kraju” (1973)
- Srebrny Medal „Za Zasługi dla Obronności Kraju” (1972)
- Brązowy Medal „Za Zasługi dla Obronności Kraju” (1966)
- Medal Komisji Edukacji Narodowej (1974)
- Złoty Medal „Opiekun Miejsc Pamięci Narodowej” (1981)
- Złota odznaka honorowa „Za Zasługi dla Warszawy” (1977)[4]
- Medal „Za zasługi dla Pomorskiego Okręgu Wojskowego” (1970)[5]
- Wielki Oficer Orderu Narodowego Zasługi (Francja, 1967)